# Устимович Микола Ілліч
Устимович Олександр Ілліч (нар. 17 січня 1866 — пом. 1918) — осавул.

## Біографія
Закінчив Оренбурзьку військову гімназію, офіцерські курси (екстерном) при штабі Туркестанського військового округу (1888). Учасник російсько-японської війни 1904—1905.
З 1908-командир 1-го Заамурського залізничного батальйону, підполковник.
У роки Першої світової війни 1914-18 — воював на Південно-Західному фронті. 3 1917 — старший ад'ютант штабу Київського військового округу.
Після проголошення незалежності України служив у Вільному Козацтві. З травня 1918 — командувач власного конвою гетьмана Павла Скоропадського (дві піші та одна кінно-кулеметна сотні, всього — 588 козаків).
Загинув у 1918 році.